# Comarques de la province de Palencia

Comarques administratives de la province de Palencia.

## Comarques (non cataloguées)
Sud:
- El Cerrato;

Centre:
- Camino de Santiago (comarca);
- Carrión (comarca);
- La Ojeda ;

Nord:
- Montaña Palentina;
- Campoo;
- Brezo (Comarca);
- Alto Carrión;

## Comarques naturelles

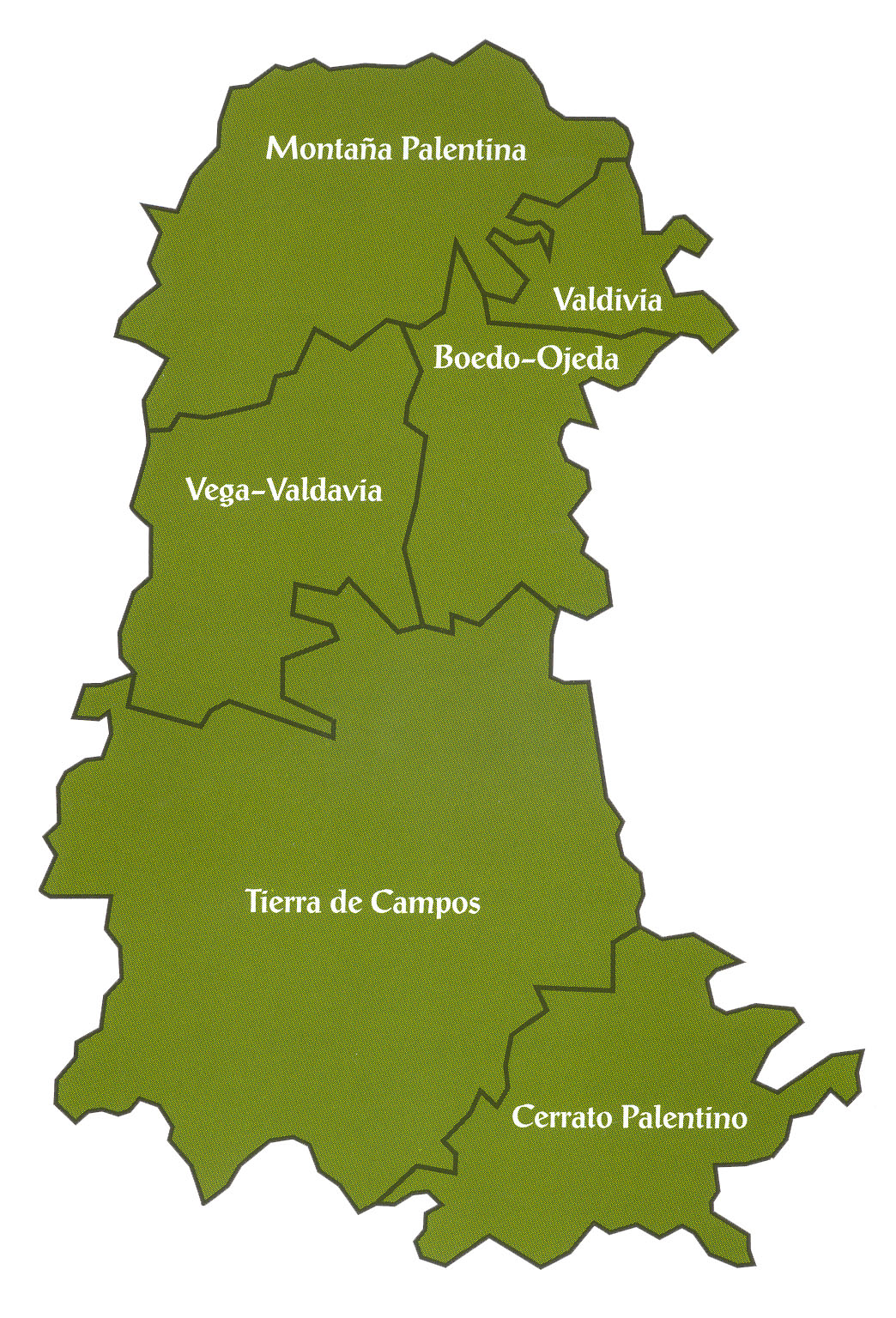
Comarques naturalles de la province de Palencia.

1. Vega-Valdavia,
2. Boedo-Ojeda,
3. El Cerrato,
4. Montaña,
5. Valdivia,
6. Tierra de Campos.

## Comarques agricoles
Les communes palentines sont regroupées en sept comarques agricoles définies par le M.A.P.A. (Ministerio de Agricultura, Pesca y Alimentación):
1. El Cerrato;
2. Campos;
3. Saldaña-Valdavia;
4. Boedo-Ojeda;
5. Guardo;
6. Cervera;
7. Aguilar.